# Sainte-Félicité, Bas-Saint-Laurent
Sainte-Félicité är en kommun i provinsen Québec i Kanada. Den ligger i regionen Bas-Saint-Laurent, i den östra delen av landet, 700 km nordost om huvudstaden Ottawa. Kommunen bildades 1996 genom sammanslagning av bykommunen och socknen med samma namn.